# UCI Women’s ProSeries 2023
UCI Women’s ProSeries 2023 – 4. edycja cyklu wyścigów kolarskich UCI Women’s ProSeries.

## Kalendarz
Opracowano na podstawie:
| UCI Women’s ProSeries 2023 | UCI Women’s ProSeries 2023 | UCI Women’s ProSeries 2023           | UCI Women’s ProSeries 2023 | UCI Women’s ProSeries 2023                        | UCI Women’s ProSeries 2023                              | UCI Women’s ProSeries 2023              | UCI Women’s ProSeries 2023 |
| Data                       | Państwo                    | Wyścig                               | Kat.                       | Zwyciężczyni                                      | Drugie miejsce                                          | Trzecie miejsce                         |                            |
| -------------------------- | -------------------------- | ------------------------------------ | -------------------------- | ------------------------------------------------- | ------------------------------------------------------- | --------------------------------------- | -------------------------- |
| 16 – 19 lutego 2023        | Hiszpania                  | Setmana Ciclista Valenciana          | 2.Pro                      | Justine Ghekiere (AG Insurance-Soudal Quick-Step) | Ashleigh Moolman-Pasio (AG Insurance-Soudal Quick-Step) | Amanda Spratt (Trek-Segafredo)          |                            |
| 15 mar                     | Belgia                     | Nokere Koerse Women                  | 1.Pro                      | Lotte Kopecky (SD Worx)                           | Lorena Wiebes (SD Worx)                                 | Marta Bastianelli (UAE Team ADQ)        |                            |
| 29 mar                     | Belgia                     | Dwars door Vlaanderen - women's race | 1.Pro                      | Demi Vollering (SD Worx)                          | Chiara Consonni (UAE Team ADQ)                          | Marianne Vos (Team Jumbo-Visma)         |                            |
| 12 kwi                     | Belgia                     | Brabantse Pijl Women Elite           | 1.Pro                      | Silvia Persico (UAE Team ADQ)                     | Demi Vollering (SD Worx)                                | Liane Lippert (Movistar Team)           |                            |
| 29 – 30 kwietnia 2023      | Luksemburg                 | Grand Prix Elsy Jacobs               | 2.Pro                      | Ally Wollaston (AG Insurance-Soudal Quick-Step)   | Marta Bastianelli (UAE Team ADQ)                        | Anouska Koster (Uno-X Pro Cycling Team) |                            |
| 10 maj                     | Hiszpania                  | Clasica Femenina Navarra             | 1.Pro                      | Riejanne Markus (Team Jumbo-Visma)                | Tamara Dronowa (Israel-Premier Tech Roland)             | Ella Wyllie (Lifeplus Wahoo)            |                            |
| 23 – 28 maja 2023          | Niemcy                     | Thüringen Ladies Tour                | 2.Pro                      | Lotte Kopecky (SD Worx)                           | Lorena Wiebes (SD Worx)                                 | Mischa Bredewold (SD Worx)              |                            |
| 30 wrz                     | Włochy                     | Giro dell’Emilia Donne               | 1.Pro                      | Cecilie Uttrup Ludwig (FDJ-Suez)                  | Marta Cavalli (FDJ-Suez)                                | Juliette Labous (Team dsm-firmenich)    |                            |